# Alexandru Moșanu
Alexandru Moșanu (ur. 19 lipca 1932 w Braniște w rejonie Rîșcani, zm. 7 grudnia 2017 w Bukareszcie) – mołdawski historyk, nauczyciel akademicki i polityk, przewodniczący Rady Najwyższej Mołdawskiej SRR i następnie Parlamentu Republiki Mołdawii w latach 1990–1993.

## Życiorys
Absolwent historii na Państwowym Uniwersytecie Mołdawskim. W latach 1957–1976 pracował w instytucie historii Mołdawskiej Akademii Nauk, był m.in. jego sekretarzem naukowym. W 1976 został wykładowcą na wydziale historii Państwowego Uniwersytetu Mołdawskiego. W latach 80. kierował tam jedną z katedr, od 1989 do 1990 zajmował stanowisko dziekana wydziału. W tym samym okresie przewodniczył stowarzyszeniu mołdawskich historyków.
Jeden z liderów Frontu Ludowego Mołdawii, w 1990 uzyskał mandat deputowanego do Rady Najwyższej Mołdawskiej SRR. Objął w tym samym roku funkcję przewodniczącego rady, przekształconej po ogłoszeniu niepodległości w 1991 w Parlament Republiki Mołdawii. Izbą tą kierował do 1993. Dwukrotnie z powodzeniem ubiegał się o poselską reelekcję: w 1994 z listy Blocul Țăranilor și Intelectualilor, a w 1998 z ramienia Partidul Forțelor Democratice. Był przewodniczącym Congresului Intelectualității i wiceprzewodniczącym PFD. W parlamencie zasiadał do 2001. Pełnił później funkcję honorowego przewodniczącego Partii Socjalliberalnej.
Zajmował się ponownie działalnością dydaktyczną na stanowisku profesorskim. Był też redaktorem kwartalnika poświęconego historii i kulturze rumuńskiej. W 1993 otrzymał godność członka honorowego Academia Română.